# Dermatite atopique
Pour les articles homonymes, voir eczéma.
 Mise en garde médicale
La dermatite atopique (ou eczéma atopique, ou dermite du nourrisson, anciennement eczéma constitutionnel) est une maladie touchant la peau et atteignant préférentiellement les enfants, évoluant par poussée, de diagnostic clinique et dont le traitement est symptomatique.

## Épidémiologie
Un peu moins du tiers des enfants est concerné. La dermatite atopique peut atteindre jusqu'à 10 % des adultes. Elle débute dans près de la moitié des cas avant le sixième mois et dans la majorité des cas, avant la cinquième année de l'enfant. Elle s'améliore spontanément ou se guérit avant l'adolescence dans près de 3 cas sur 4. Son incidence est en voie d'augmentation.

## Facteurs de risque
Les causes de l'atteinte sont probablement multifactorielles.
- La dermatite atopique survient dans le spectre de l'atopie, c'est-à-dire chez des sujets génétiquement prédisposés à l'allergie et à ses manifestations (formes allergiques de l'asthme, de la rhinite, de la conjonctivite, de l'urticaire, et l'allergie alimentaire) mais n'est pas en elle-même une maladie allergique.
- Dans 60 % des cas, un des parents est atopique. L'étude génétique montre une prévalence plus grande de certaines mutations, la plus importante semblant se situer sur le chromosome 1q21[4] sur le gène codant la filaggrine[5].
- Un des facteurs prédominants dans la genèse de la dermatite atopique est la sécheresse cutanée.
- Des facteurs extérieurs tels que le climat (temps froid et sec) ou le stress ont été incriminés.
- Le manque de vitamine D[6],[7].

## Clinique

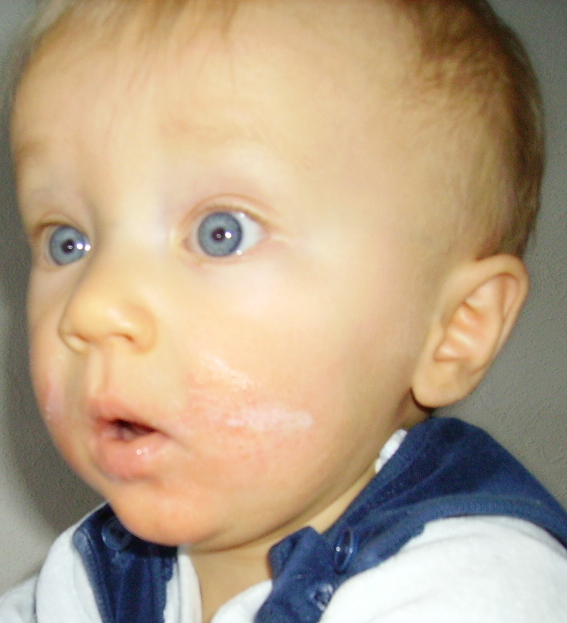
Un enfant atteint de dermatite atopique.

L'eczéma est la forme de la maladie atopique survenant au plus jeune âge : il peut apparaître vers l'âge de 3 mois. Les lésions sont situées chez le nourrisson sur les convexités des joues, des membres et du cuir chevelu. Chez l'enfant plus âgé et l'adulte, les lésions siègent sur les plis de flexion des membres.
Il est également possible d'observer le signe de Dennie-Morgan au niveau des yeux, il se manifeste par la présence d'un pli en dessous de la paupière inférieure dit "troisième pli".
Ces lésions se caractérisent par une sécheresse cutanée importante (xérose) ou par des lésions inflammatoires : éruption érythémateuse papuleuse et vésiculeuse, squameuses, et très prurigineuses (démangeaisons).
Par ailleurs, l'inflammation cutanée peut se maintenir, voire s'aggraver, sous l'effet d'autres facteurs qui ne sont pas des allergènes, souvent des irritants : produits cosmétiques, vêtements synthétiques en polyester notamment.
Les patients ressentent un fort prurit quand ils transpirent ou bien au contact de la laine.
Cet axe de compréhension est fondamental dans la prise en charge d'une dermatite atopique.

## Diagnostic
L'United Kingdom Working Party a proposé des critères diagnostiques précis :
- un critère obligatoire : présence d'une dermatose prurigineuse (maladie de la peau qui gratte)
- associé à 3 ou plus des critères suivants :
  - antécédents personnels d'eczéma des plis de flexion et/ou des joues ;
  - antécédents personnels d'asthme ou de rhinite allergique (ou antécédents familiaux chez les enfants de moins de 4 ans) ;
  - antécédents de xérose (peau sèche généralisée) au cours de la première année de vie ;
  - eczéma des grands plis ou eczéma des joues, du front, des convexités des membres chez l'enfant au-dessous de 4 ans ;
  - début des signes avant l'âge de 2 ans.

Il n'y a aucun examen complémentaire à faire en cas de dermatite atopique. Des tests allergiques transcutanés (prick test) ne sont indiqués qu'en cas de maladie atopique associée, telle que l'asthme, une allergie alimentaire ou une rhinite. Des tests allergiques épicutanés (patch test) ne sont réalisés qu'en cas de suspicion d'eczéma de contact.

### Histologie
La biopsie d'un morceau de peau n'est généralement pas indispensable pour faire le diagnostic. En microscopie, on trouve un infiltrat de lymphocytes, monocytes et de polynucléaires éosinophiles autour des petits vaisseaux et capillaires. À un stade chronique, l'épiderme est épaissi, essentiellement au niveau de la couche cornée.

## Évolution de la maladie
La dermatite atopique est une maladie chronique qui évolue par poussées, entrecoupées de périodes calmes où les lésions sont minimales.
Dans la majorité des cas, la maladie régresse spontanément après quelques années d'évolution.

### Complications
- Surinfection bactérienne favorisée par le grattage : impétiginisation
- Surinfection virale pouvant être grave : syndrome de Kaposi-Juliusberg
- Dermite de contact secondaire aux produits topiques utilisés
- Retard de croissance staturo-pondérale dans les formes graves faisant rechercher une allergie alimentaire

## Traitement
La prise en charge des dermatites atopiques a fait l'objet de la publication de recommandations. Celles, de l'« American Academy of Dermatology », datent de 2023.
Il est exclusivement symptomatique et préventif :
- Prévention des poussées (éducation et traitement d'entretien) :
  - toilette à l'eau tiède avec des pains ou gels sans savon ;
  - utilisation d'émollients après la toilette, comme certaines huiles végétales[10] telle le beurre de karité[11],[12],[13] ou éventuellement des produits à base d'urée[14] (sous surveillance médicale, certains produits pouvant avoir des effets indésirables) ;
  - éviter les lainages et les textiles synthétiques à grosse fibre à même le corps et privilégier le coton et le lin ;
  - éviter l'exposition au tabac ;
  - éviter toute contagion par un virus herpétique ;
  - vacciner normalement ;
  - la supplémentation en vitamine D[15].

- Traitement symptomatique des poussées :
  - Utilisation de dermocorticoïdes sous stricte surveillance médicale lors des poussées ;
  - Utilisation en seconde intention d'inhibiteur de la calcineurine topique, le tacrolimus (ce produit fait l’objet d’une mise en garde de la FDA en raison de cas de cancers inexpliqués à la suite de son utilisation[16]) ;
  - Utilisation d'antihistaminiques en cas de prurit ;
  - D'autres médicaments, par voie locale, ont une certaine efficacité : inhibiteur de la phosphodiestérase 4 tels que le crisaborole[17], inhibiteurs de tyrosine kinase tels que le ruxolitinib ou le delgocitinib[18].
  - La photothérapie peut avoir un intérêt[19].

- En cas de formes sévères ou récidivantes, un traitement systémique (non local) peut être proposé, à base de ciclosporine, methotrexate, azathioprine ou de mycophénolate mofétil[1]. Le dupilumab[20] ou l'abrocitinib[21] peuvent être aussi une option.

- Traitement des complications :
  - utilisation d'antibiotique ou antiseptique pour les surinfections bactériennes ;
  - utilisation d'antiviral pour les surinfections virales, en hospitalisation ;
  - changement ou arrêt d'un produit topique pour les dermites de contact.
- Gestion du stress : le stress peut aggraver les symptômes de la dermatite atopique[22]. Des techniques de gestion du stress, telles que la méditation et le yoga, pourraient être bénéfiques pour maintenir un équilibre émotionnel[réf. souhaitée].